# Opera Orchestra of New York
Das Opera Orchestra of New York (OONY) ist ein auf konzertante Opernaufführungen spezialisiertes Orchester, das für selten gespielte Opern und Förderung junger Sänger bekannt ist. Es brachte unter anderem Puccinis Edgar, Boitos Nerone und Smetanas Libuše zur Erstaufführung in den USA. Als hauptsächlicher Aufführungsort dient die Carnegie Hall.

## Geschichte
Das Orchester ging aus dem 1967 von Eve Queler gegründeten New York Opera Workshop hervor. In seiner ersten Spielzeit als Opera Orchestra of New York präsentierte es 1971 Monteverdis L’incoronazione di Poppea und Ottorino Respighis Belfagor, im darauffolgenden Jahr Rossinis Guillaume Tell und Meyerbeers L’Africaine in der Carnegie Hall, die das Orchester für kurze Zeit auch finanziell unterstützte. In nachfolgenden Spielzeiten gab das Orchester jährlich bis zu vier Opern, die vom National Public Radio live ausgestrahlt wurden.
Im Jahr 2007 geriet das Orchester in finanzielle Schwierigkeiten durch sinkende Besucherzahlen. Queler vermutete, dass jüngere Opernbesucher Wert auf visuelle Elemente legen könnten, die konzertante Aufführungen nicht böten. Berichte über die Geldsorgen des Orchesters führten zu einer Welle der Unterstützung durch Fans, führende Opernsängerinnen und -sänger sowie Orchestermitglieder, wodurch der Fortbestand gesichert werden konnte. Das Orchester präsentierte daraufhin eine Spielzeit mit drei Opern und einem Galakonzert zur Feier von Eve Quelers hundertstem Auftritt mit dem Orchester. Von 2008 bis 2010 wurden statt konzertanter Opern vermehrt Recitals gegeben. Queler übergab die Leitung des Orchesters im Jahr 2011 für fünf Spielzeiten an Alberto Veronesi, blieb dem Orchester aber als Conductor Laureate für Gastdirigate erhalten.
Das Opera Orchestra of New York konnte für seine Aufführungen viele bekannte Opernsänger gewinnen, darunter etwa Roberto Alagna, June Anderson, Carlo Bergonzi, Grace Bumbry, Montserrat Caballé, José Carreras, Gena Dimitrowa, Plácido Domingo, Mignon Dunn, Nicolai Gedda, Angela Gheorghiu, Dmitri Hvorostovsky, Jonas Kaufmann, Alfredo Kraus, Jennifer Larmore, Angela Meade, James Morris, Samuel Ramey und Renata Scotto. Die Einführung eines Young Artist Programs im Jahr 1978 ermöglichte es jungen professionellen Opernsängern, wichtige Hauptrollen als deren Zweitbesetzung zu erlernen sowie Nebenrollen in den Aufführungen in der Carnegie Hall zu singen. Es war das einzige Opernstudio, das es jungen Sängern in New York ermöglichte, mit vollständigem Orchester und Chor zu proben und aufzutreten. Unter den Teilnehmern des Programms waren unter anderem Stephen Costello, Michael Fabiano, Renée Fleming, Marcello Giordani, Megan Marie Hart, Bryan Hymel, Aprile Millo, Susan Owen-Leinert, Gaston Rivero und Deborah Voigt.

## Diskografie
- Donizetti: Gemma di Vergy. Mit Montserrat Caballé, Paul Plishka, Luis Lima, Louis Quilico, Natalya Chudy, Mark Munkittrick; Dirigentin: Eve Queler. CBS 1976
- Massenet: Le Cid. Mit Grace Bumbry, Plácido Domingo, Paul Plishka, Clinton Ingram, Theodre Hodges, Arnold Voketaitis, Eleanor Bergquist, Jake Gardner, Peter Lightfoot, John Adams, Byrne; Dirigentin: Eve Queler. Columbia 1976
- Puccini: Edgar. Mit Renata Scotto, Carlo Bergonzi, Gwendolyn Killebrew, Vicente Sardinero, Mark Munkittrick; Dirigentin: Eve Queler. Columbia, 1977
- Janáček: Jenůfa. Gabriela Beňačková, Leonie Rysanek, Wiesław Ochman, Peter Kazaras, Barbara Schramm, Katherine Johnson, Kenneth Shaw, Ariel Rubstein, Maro Partamian, Frank Barr, Nikki Li Hartliep, Kathryn Cowdrick, Maro Partamian; Dirigentin: Eve Queler. BIS, 1988
- Verdi: Aroldo. Mit Montserrat Caballe, Gianfranco Cecchele, Juan Pons, Louis Lebherz, Vincenzo Manno, Paul Ragers, Marianna Busching; Dirigentin: Eve Queler. CBS 1979
- Wagner: Tristan und Isolde. Mit Elizabeth Connell, Heikki Siukola, Petra Lang, Clayton Brainerd, Joel Sorensen, Greg Ryerson, Robert Breault, Frank Barr; Dirigentin: Eve Queler. OONY 1997
- Weber: Oberon. Aufgenommen 1978, mit Carmen Balthrop, Richard Clark, Nicolai Gedda, Julia Hamari, Betty Jones, Shirley Love, John F. West; Dirigentin: Eve Queler. Ponto 2004
- Massenet: La Navarraise. Mit Aleksandra Kurzak, Roberto Alagna, Michael Anthony McGee, George Andguladze, Issachah Savage, Brian Kontes; Dirigent: Alberto Veronesi. Parlophone, 2018.

Quellen: